# QT 간격
QT 간격(QT interval)은 심장의 전기적 특성을 평가하는 데 사용되는 심전도의 평가 항목 중 하나이다. QT 간격은 심전도에서 측정된 Q 파의 시작에서 T 파의 끝까지의 시간으로 계산된다. 이는 심실이 탈분극 된 후 재분극될 때까지 걸린 시간, 즉 수축하기 시작한 시점부터 이완을 마칠 때까지 걸린 대략적인 시간을 뜻한다. 비정상적으로 길거나 비정상적으로 짧은 QT 간격은 비정상적인 심장 리듬 및 갑작스런 심장 사망의 발병 위험 증가와 연관된다. 비정상적인 QT 간격은 긴 QT 증후군과 같은 유전적인 원인, 소탈롤 또는 피톨리산트와 같은 특정 약물 등이 원인일 수 있다. 또한 저칼륨혈증과 같은 혈액 내 특정 무기질의 농도 이상, 또는 갑상선기능항진증과 같은 호르몬 불균형에 의해 발생할 수 있다.

## 같이 보기
- 심전도
- QT 연장 증후군
- 짧은 QT 증후군
- QT 간격 변이도[1]